# První jihlavská tramvaj
První jihlavská tramvaj, s jihlavským evidenčním číslem 1 a později opavským 13, je jediné alespoň zčásti dochované vozidlo někdejší tramvajové dopravy v Jihlavě. Dodána byla roku 1909 strojírnami ve Štýrském Hradci, v provozu byla nejprve v Jihlavě, poté v Opavě, pak její skříň sloužila jako zahradní domek a seník a v roce 2012 ji odkoupilo město Jihlava. V roce 2014 byla prohlášena za movitou kulturní památku, čímž byly zastaveny snahy o její renovaci. Podle památkářů je druhou nejstarší dochovanou tramvají v České republice, v pořadí po plzeňské tramvaji z roku 1899.

## Historie

### Provoz
V roce 1909 byly do Jihlavy dodány celkem tři motorové vozy (č. 1–3) spolu se třemi vozy vlečnými, osobními č. 1a a 1b a nákladním č. 1c (původně č. 1b). Všech šest vozů dodala Štýrskohradecká vagonářská a strojírenská továrna ve Štýrském Hradci, elektrickou výzbroj pro motorové vozy společnost AEG. Vozy č. 1 a 2 dne 26. srpna 1909 slavnostně zahajovaly jihlavskou tramvajovou dopravu, vyzdobené květinami a také rakousko-uherskou vlajkou.
Po ukončení provozu v Jihlavě roku 1948 byly všechny jihlavské vozy dodány do Opavy. V letech 1949–1951 jezdil vůz v Opavě, kde dostal evidenční číslo 13, z provozu byl pak vyřazen v únoru 1951.

### Zahradní domek a seník
Po vyřazení z opavského provozu byla tramvaj či její vozová skříň prodána soukromé osobě, aby sloužila jako zahradní domek. V roce 1976 ji spolu se zahradou, kde stála, koupil zootechnik JZD Rudolf Chromý, který ji kvůli prodloužení životnosti pokryl pálenými taškami a desítky let ji ve Slavkově u Opavy využíval jako seník.
O historii tramvaje majitel zpočátku nevěděl, první zájemci se u něj začali objevovat po roce 1989. Zájem projevovaly například mimojihlavské spolky sběratelů historických vozidel. Město Jihlava později ocenilo, že vozovou skříň zachránil před zánikem a že zabránil i tomu, aby například překupníci z vozu vybrali dobové smaltované tabulky s pokyny pro cestující a řidiče. Na této zahradě ji objevilo jihlavské občanské sdružení Za záchranu historických trolejbusů a autobusů a začalo vyjednávat s vedením města o jejím převozu do Jihlavy a rekonstrukci. Za toto občanské sdružení se později do médií vyjadřoval Luděk Bohuňovský, za sdružení jednal jeho předseda Viktor Novák. Podle novějšího zdroje tramvaj vypátrali dva úředníci jihlavského magistrátu. Impulsem k návratu tramvaje do Jihlavy byla renovace secesního mostu U Jánů, který byl v roce 1908 vystavěn právě kvůli tramvajové dráze.

### Odkoupení městem
Město nejprve žádné finanční prostředky ani na převoz, ani na rekonstrukci vozu neuvolnilo. Až na konci října 2012 zakoupilo dochovanou vozovou skříň vozu za 30 000 korun. Městské zastupitelstvo schválilo též částku 1,5 milionů korun na renovaci tramvaje. Podle dosavadního vlastníka pana Chromého má návrat tramvaje do Jihlavy svůj význam. Pan Chromý měl prý na odkup tramvaje více nabídek, ale tuto považoval za nejserióznější. Podle dohody měl za tramvaj dostat tolik, kolik ho bude stát stavba nového dřevěného seníku. Město ho předběžně pozvalo na případné slavnostní odhalení opraveného vozu, avšak několik týdnů po prodeji tramvaje zemřel.
Tramvaj byla převezena do firmy Olpas Moravia v Krnově, která se rekonstrukcemi vozů zabývá, ovšem na renovaci tramvaje se město ještě chystalo vypsat výběrové řízení. Rekonstrukce měla trvat zhruba rok až rok a půl a podle primátora Jaroslava Vymazala se renovovaná tramvaj mohla vrátit do Jihlavy nejdříve na jaře 2014. Do výběrového řízení na opravu tramvaje se však nikdo nepřihlásil.
Radnice podnikla řadu pokusů o dohledání chybějícího podvozku nebo co nejvíce podobného podvozku, na který by bylo možné tramvaj usadit, a pátrala i v Rakousku, ale bez úspěchu. Uvažovalo se i o výrobě podvozku na základě dostupné dokumentace vozu.

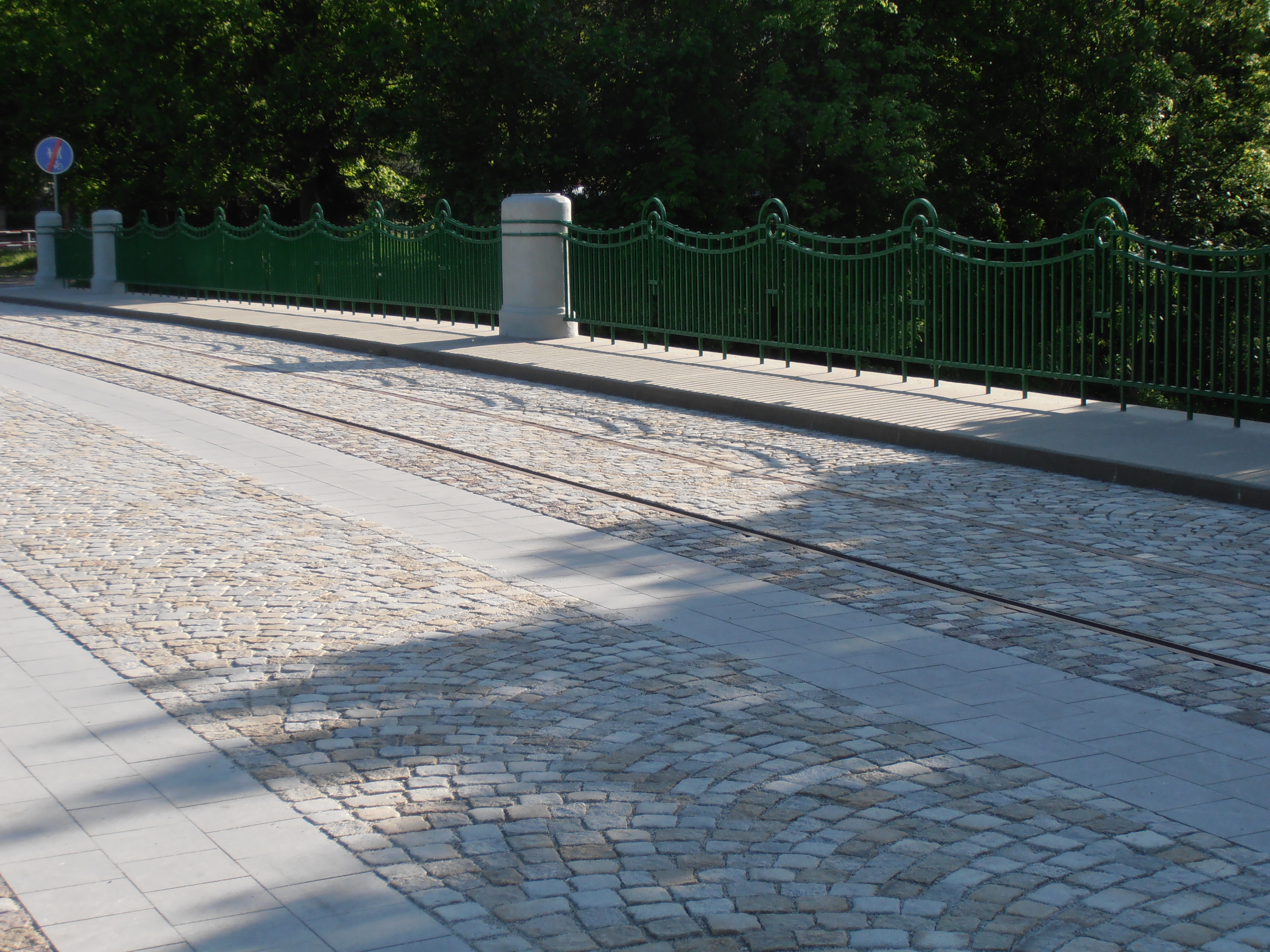
Renovovaný most U Jánů s tramvajovou kolejí

Při původních jednáních se uvažovalo o tom, že by byly zasazeny tramvajové koleje do dlažby na Masarykově náměstí a rekonstruovaná tramvaj by na ně byla trvale usazena. Při schválení městské investice do tramvaje a její renovace se počítalo s tím, že bude stát na koleji na zrekonstruovaném Jánském mostě (mostě U Jánů), kde byly při rekonstrukci odhaleny původní koleje v dlažbě, ale uvažovalo se též o místech před současnou vozovnou, hlavním nádražím či v prostoru před dnešním McDonaldem, kde v roce 1909 poprvé vyjela na trať. Secesní most U Jánů byl otevírán současně se slavnostním zahájením tramvajového provozu v roce 1909, je významným koridorem pro pěší i uzlem cyklistické dopravy a tramvaj by zde podle slov primátora mohla sloužit třeba jako informační stánek nebo občerstvení. Rovněž by ji zde bylo možné nasvítit a zabezpečit elektronicky i kamerovým dohledem. Primátor uvažoval o tom, že by v letním období byla na mostě a na zimní období by byla přemisťována na náměstí. Město má k dispozici uskladněné kolejnice, které byly při rekonstrukci nalezeny jako zpevnění stropu jídelny jihlavské mlékárny.
Dopravní podnik města Jihlavy se v případu v roce 2012 nijak neangažoval, jeho ředitel Josef Vilím o záměru v říjnu 2012 nic nevěděl a nikdo jej s ním nekonzultoval.
Poté, co bylo zrušeno výběrové řízení na opravu, do nějž se nikdo nepřihlásil, byla tramvajová skříň v roce 2013 převezena z Krnova do Jihlavy. V té době ještě trval zájem města uvést vozidlo do co nejlepšího stavu.
Vrak tramvaje stojí v jedné z mnoha garáží v bývalém vojenském areálu v Pístově. Podle článku z roku 2016 stojí v suchém a teplotně stálém prostředí, takže dál nechátrá, areál je střežený a patří městu. Podle článku z roku 2018 se tramvaj stává vrakem a pokusy o její záchranu ustaly.

### Památková ochrana a konec snah ozáchranu
Ministerstvo kultury prohlásilo na návrh brněnského občana Jiřího Štursy z ledna 2014 tramvaj ještě koncem srpna téhož roku movitou kulturní památkou i přes nesouhlas vlastníka, města Jihlavy. Navrhovatel jako důvod uvedl, že vůz je výjimečný jak z hlediska historie, tak i konstrukce. Zpamátnění doporučil i krajský úřad a pracoviště Národního památkového ústavu v Telči. NPÚ na podporu památkové ochrany uvedl, že vůz reprezentuje podobné vozy, které byly v provozu i v Opavě, Těšíně a v Mostě. Město Jihlava proti památkové ochraně namítalo, že úplně chybí podvozek, dřevěné části jsou shnilé, oplechování ztrouchnivělé a rekonstrukce objektu již prakticky není možná, přičemž prohlašovat repliku za kulturní památku považuje město za nevhodné. Ministerstvo se s námitkou vypořádalo tím, že ačkoliv je tramvaj ve špatném stavu, její obnova je z hlediska památkové péče možná: v interiéru se dochovala řada cenných detailů, jako třeba nápisové cedule, poličky, držáky, dřevěné lavice, obložení stěn i některá okenní skla, zvenčí pak oplechování skříně a z boku městský znak a obnova je proveditelná na základě dochované fotografické i archivní dokumentace či na základě zachovaných prvků z obdobných vozů. Podle primátora Jihlavy prohlášení památková ochrana plánovanou renovaci zkomplikovalo a ministerstvo kultury by mělo nést následky a prodraženou renovaci zaplatit. Zpamátnění podle mluvčího radnice paradoxně tramvaji víc uškodilo než pomohlo, protože kvůli něm musí renovaci provést certifikované firmy, takže by stála šest č více milionů korun, které na ně zastupitelstvo pravděpodobně neuvolní. Pro město by tedy bylo východiskem darovat torzo tramvaje ministerstvu kultury, přičemž město by si mohlo mnohem levněji pro své účely vyrobit památkově nechráněnou repliku tramvaje. Poslední odhady nákladů na rekonstrukci tramvaje v souladu s památkovým zákonem byly deset až dvanáct milionů korun, což vedlo k tomu, že zájem města na renovaci tramvaje zcela ustal.
Radnice pátrala po možném spolufinancování renovace tramvaje, ale žádné zdroje nebyly dostupné. Bylo navrhováno též předání tramvaje státu. Po čtyři roky od vyhlášení památkové ochrany na tramvaj „nikdo nesáhl“ a nepokusil se ani získat dotace na její opravu ani o její konzervaci v nynějším stavu.
V polovině prosince 2018 tajemník jihlavského magistrátu Evžen Zámek uvedl dotaz, jak se jmenuje úředník, který viděl jako poslední první jihlavskou tramvaj, jako jeden z příkladů, jak bizarní dotazy (žádosti o informace) posílá jihlavskému magistrátu jistý občan podle zákona o svobodném přístupu k informacím. Z jiných okolností tajemník vyvozoval, že tomuto občanovi nejde až tak o informace, ale o určitý šikanózní postup vůči městu či úřadu. Primátorka Karolína Koubová v té souvislosti pro iDnes.cz uvedla, že vnímá právo na informace jako jeden z důležitých způsobů veřejné kontroly státních institucí, nicméně nemůže být nástrojem šikany nebo prostě hračkou pro někoho, kdo se zneužitím práva dobře baví, protože lidskou práci a veřejné peníze vynaložené na řešení těchto ‚fórků‘ bychom rozhodně uměli využít smysluplněji. Na žádost z 30. dubna 2018, evidovanou pod číslem INFO 58/18, magistrát uvedl, že posledním úředníkem, který viděl první jihlavskou tramvaj, byl Pavel Sahula, vedoucí oddělení správy budov kanceláře tajemníka Magistrátu města Jihlavy, a poslední známá fotografie stavu první jihlavské tramvaje byla pořízena 15. ledna 2016.

## Popis
Jihlavské a opavské tramvaje byly úzkorozchodné (rozchod 1000 mm). Tramvaj o délce 7,5 metru, šířce 2 metry a výšce 3,2 metru měla původně lyrový sběrač. Dodána byla v červeno-bílé kombinaci doplněné zlatými linkami a ornamenty, uprostřed bočnic se nacházel znak města, střecha byla šedá. Vůz má dva oddíly pro cestující. Je jediným dochovaným vozem tohoto typu, jaký byl provozován i v Opavě, Těšíně a v Mostě, a jedním z mála dochovaných vozů pro metrový rozchod.